# Felis silvestris lybica
Pour les articles homonymes, voir Chat sauvage.
Sous-espèce
Statut CITES
Statut de conservation UICN

 LC  : Préoccupation mineure
Répartition géographique
Synonymes
- Felis lybica

Le Chat sauvage d’Afrique ou Chat ganté (Felis lybica ou Felis silvestris lybica), ou est une sous-espèce du Chat sauvage dont l'aire de répartition couvre le Moyen-Orient et la partie nord de l'Afrique, jusqu'au pourtour du Sahel.
Il a une fourrure courte et dense, des marques distinctes telles que des rayures, mesure entre 45 et 75 centimètres de long avec un poids de 3 à 6,5 kilogrammes.
Nocturne et solitaire, il chasse principalement la nuit, se nourrissant de petits mammifères, oiseaux et reptiles. Bien que non actuellement menacé, la conservation de son habitat est cruciale face aux menaces de perte d'habitat et de compétition avec d'autres espèces.

## Description
Il est plus petit que la sous-espèce européenne et a une fourrure plus courte. Ce petit félin pèse 3 à 6,5 kg, la longueur tête-corps est de 45 à 75 cm, la queue 20 à 38 cm.

## Répartition et habitat
Le Chat sauvage d'Afrique est réparti sur des déserts et des savanes de l'Afrique et de l'Arabie.

## Histoire

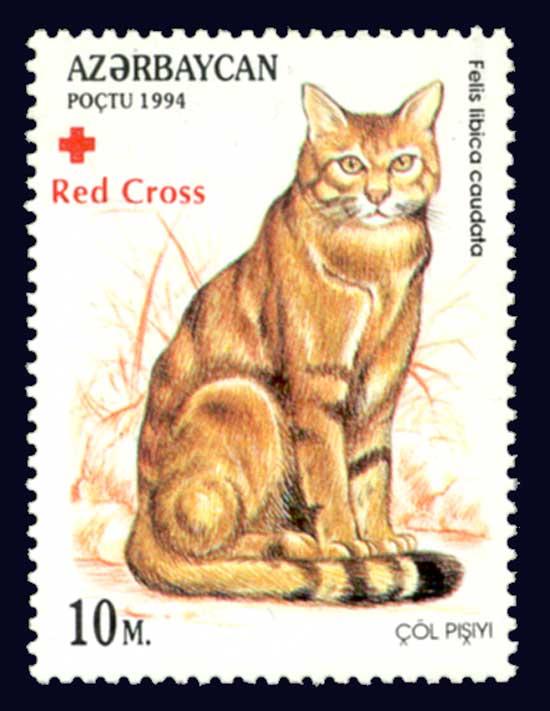
Timbre d'Azerbaïdjan représentant un chat ganté

On pense que le Chat sauvage d'Afrique est l'ancêtre du chat domestique, puisqu'il est plus docile que les Chats sauvages d'Europe, et en activité la nuit.
Bien que certaines découvertes laissent à penser que la domestication des chats a eu lieu dès 9000-9500 av. J.-C., seule la présence du chat chez les Égyptiens depuis 4000 av. J.-C. a été prouvée indiscutablement. Cependant, une découverte, en 2004, à Shillourokambos (à Chypre) donne la preuve d'un apprivoisement (sinon d'une domestication) du Chat sauvage vers 7500 av. J.-C.
À partir de 2008, notamment à l'occasion de captures, une petite population de chats génétiquement proches de cette espèce est découverte et étudiée par les services de l'Office National de la Chasse et de la Faune Sauvage (actuel Office Français de la Biodiversité) dans le département de la Haute-Corse, le Chat sauvage corse, dont le statut taxonomique reste à établir.